# Plesiolebias
 Plesiolebias és un gènere de peixos de la família dels rivúlids i de l'ordre dels ciprinodontiformes.

## Taxonomia
- Plesiolebias altamira (Costa & Nielsen, 2007)
- Plesiolebias aruana (Lazara, 1990)
- Plesiolebias canabravensis (Costa & Nielsen, 2007)
- Plesiolebias filamentosus (Costa & Brasil, 2007)
- Plesiolebias fragilis (Costa, 2007)
- Plesiolebias glaucopterus (Costa & Lacerda, 1988)
- Plesiolebias lacerdai (Costa, 1989)
- Plesiolebias xavantei (Costa, Lacerda & Tanizaki, 1988)[1][2][3][4][5]